# Јосиф Костић (учитељ)
Јосиф Костић (Приштина, 1848 — 1900) био је васпитач, учитељ, борац за слободу који је највећи део свог живота провео у Лесковцу.

## Биографија
Родио се у Приштини 14. јула 1848. године. Основну школу завршио је у свом родном граду, а након завршене основне школе, 1865. године, уписао је београдску богословију, где је завршио два разреда.
У Лесковац, где је провео најзначајнији и највећи део свог учитељског живота, дошао је крајем августа 1868. године. Костић је био главни учитељ у Лесковцу до 1877. године. За време владавине Турака у Лесковцу био је веома угледна личност и његова помоћ се често тражила. Одиграо је велику улогу у ослобођењу Лесковца од Турака 11. децембра 1877. године. Међутим, те његове заслуге неки нису умели да цене те је остатак своје службе, наредних 20 година, провео као обичан, а не као главни учитељ. За време своје службе, својом енергијом и својим беседама, извршио је велики утицај не само на своје школске ученике већ и на целокупну лесковачку омладину. Био је одличан беседник, а његове беседе су радо слушане и у њима је истицао да треба чувати своју националност, која им је у то време била угрожена. Био је велики борац против покушаја бугарске егзархије да се наметне српском становништву овога краја. Преминуо је у ноћи између 21. и 22. јануара 1900. године.
Његове белешке о ослобођењу Лесковца, под насловом „Ослобођење града Лесковца, Власотинца и околине”, веома су значајне за овај крај.
У Лесковцу једна основна школа данас носи његово име.

## Јосифова школа
Његова школа разликовала се од Ча-Митине и Бата-Ђорђове школе које су јој претходиле. Избацио је све старе уџбенике сем псалтира, а увео је читанку, уџбеник за црквену историју, катихизис, земљопис, „писмени састав”, природну историју, словенску граматику итд. Био је први учитељ у Лесковцу који је почео са наставом немачког језика и први који је примио у школу и женску децу. Трудио се да у свој посао унесе све што је савремено. Бољим ученицима држао је посебна предавања из рачуна, хемијске технологије, земљописа, хигијене, физике, историје. Организовао је недељну и празничну школу за неписмене.